# Ben Matthews
Ben Matthews (Engeland, 21 juli 1963) is de Britse gitarist en keyboardspeler in de hardrock band Thunder. Hiervoor was hij onder andere actief in de jaren 80 groep Terraplane. 
Matthews is ook een ervaren studio-engineer en mixer; hij werkte onder andere met progressieve rock act Mostly Autumn als studio-engineer voor hun album Storms Over Still Water (2005). Hij was ook te gast op hun live-album Storms Over London Town uit 2006. Hij gebruikt voornamelijk Gibson en Fender gitaren met Marshall versterking.